# Ayna Sultanova
Ayna Mahmud gizi Sultanova (ur. 1895 w Pirəbədil, zm. 1938 w Baku) – działaczka azerskiej partii komunistycznej, pierwsza Azerka, która wstąpiła do partii bolszewickiej, pierwsza Azerka i komisarka ludowa w azerskim rządzie.

## Życiorys
Urodziła się we wsi Pirəbədil, 15 km od miasta Şabran. W 1912 ukończyła gimnazjum im. św. Nino w Baku. Później krótko uczyła w tej szkole.
W 1917 zainteresowała się bolszewizmem. W 1918 wstąpiła do Rosyjskiej Partii Komunistycznej (późniejsza Komunistyczna Partia Związku Radzieckiego). W 1919 przeniosła się do Astrachania. Została członkinią prezydium muzułmańskiego oddziału Komitetu Rosyjskiej Partii Komunistycznej oraz szefową wydziału oświaty Komisariatu ds. Muzułmańskich Kaukazu. Potem skierowano ją na studia na Uniwersytecie Komunistycznym im. Jakowa Swierdłowa w Moskwie. Następnie pracowała jako sekretarka wydziału Bliskiego Wschodu w Ludowym Komisariacie Spraw Zagranicznych RFSRR. W 1920 wróciła do Azerbejdżańskiej SRR. Po przejęciu władzy przez bolszewików została mianowana instruktorką wydziału kobiecego Komitetu Centralnego Komunistycznej Partii Azerbejdżanu, zastępczynią dyrektora wydziału robotniczego i chłopskiego, a następnie dyrektorką tego wydziału. Studiowała w Instytucie Czerwonej Profesury.
Do 1930 pracowała na różnych stanowiskach administracyjnych związanych ze sprawami kobiet. Była zastępczynią komisarza ds. edukacji publicznej Azerbejdżańskiej SRR, szefową wydziału kultury Zakaukaskiej Rady Związków Zawodowych, szefową wydziału kobiecego i zastępczynią szefa wydziału masowej propagandy Komitetu Centralnego Wszechzwiązkowej Komunistycznej Partii Zakaukaskiej, w latach 1937–1938 zastępczynią komisarza ludowego edukacji, a następnie przewodniczącą i w 1938 komisarką ludową sprawiedliwości Azerbejdżańskiej SRR.
W 1923 została pierwszą redaktorką naczelną komunistycznego czasopisma „Kobieta Wschodu” (później „Kobieta Azerbejdżańska”), organu Komitetu Centralnego Komunistycznej Partii Azerbejdżanu, który zajmował się emancypacją kobiet. Publikowała teksty w bolszewickiej prasie rosyjskojęzycznej.

## Życie prywatne
Była żoną Həmida Sultanova. Mieli jednego syna Vladlena. W 1938, w czasie wielkiej czystki, oboje z mężem oraz jej brat, Qəzənfər Musabəyov, zostali aresztowani pod zarzutem kontrrewolucji i rozstrzelani.

## Oznaczenia
Za zasługi dla państwa sowieckiego została odznaczona Orderem Czerwonego Sztandaru Pracy.

## Upamiętnienie
W Gandży znajduje się ulica nazwana jej imieniem, a w Baku od 1980 jej pomnik w parku jej imienia.